# 電子番組ガイド
電子番組ガイド（でんしばんぐみガイド）とは、放送番組表をテレビの画面などに表示するシステムのことである。電子番組表（でんし ばんぐみひょう）、EPG（英語: Electronic Program Guide）ともいう。

## 概要

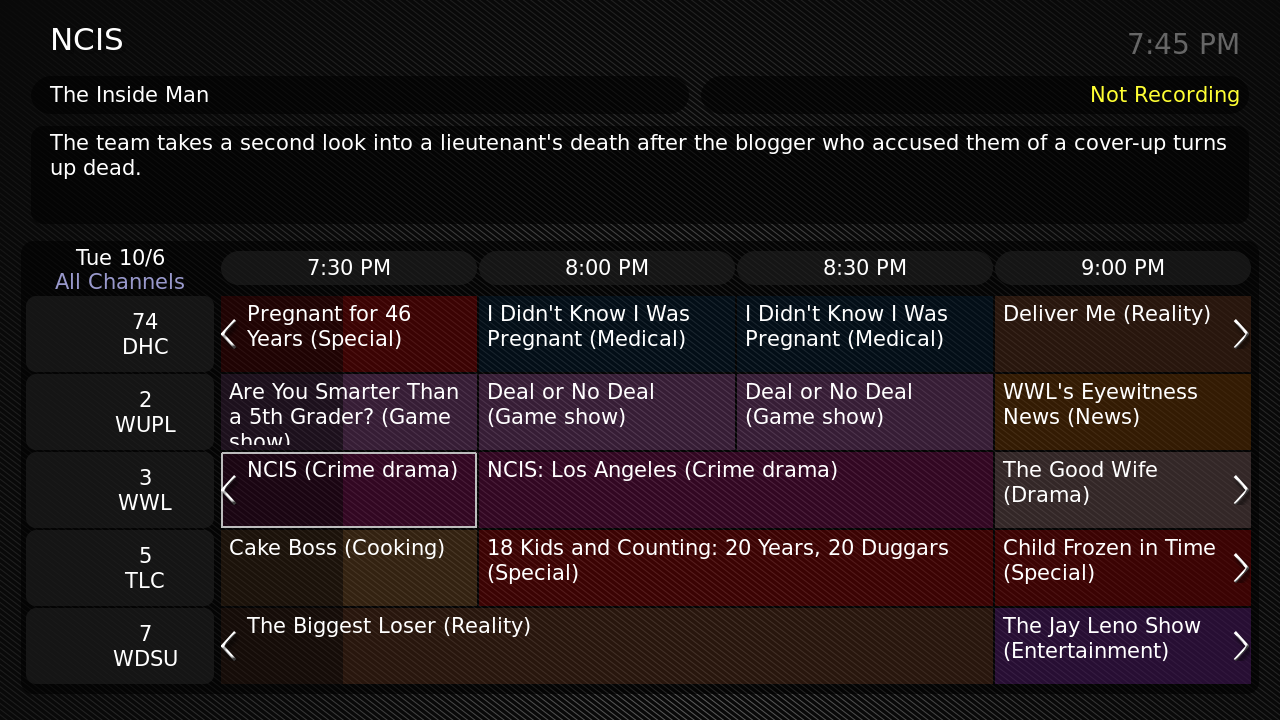
MythTVの番組表

電子番組表は1986年にアメリカで設立されたジェムスター社が開発した。
今日世界のあらゆる地域に、IPG（Interactive Program Guide、インタラクティブ番組ガイド）と呼ばれる、アプリケーション形式の双方向の電子番組ガイドの仕組みがある。従来どおり、EPGという呼び方をされているものもある。デジタル放送が受信できる現在、IPGはデジタルケーブル放送やデジタル衛星放送を含むほとんどのデジタルテレビ放送に採用されているほか、MythTVやティーボのような録画システムにも採用されている。
IPGの仕組みは、地域やシステムにより異なるが、一般的にグラフィカルユーザーインターフェースを採用した、視覚的にユーザーに訴える画面に、番組のタイトルやチャンネル、放送時間などが表形式で表示されている。またジャンルで番組を検索したり、選んだ番組を簡単に録画できるような仕組みを採用している。典型的なIPGは、7日から14日先までの番組情報をカバーしている。

## 日本のEPG

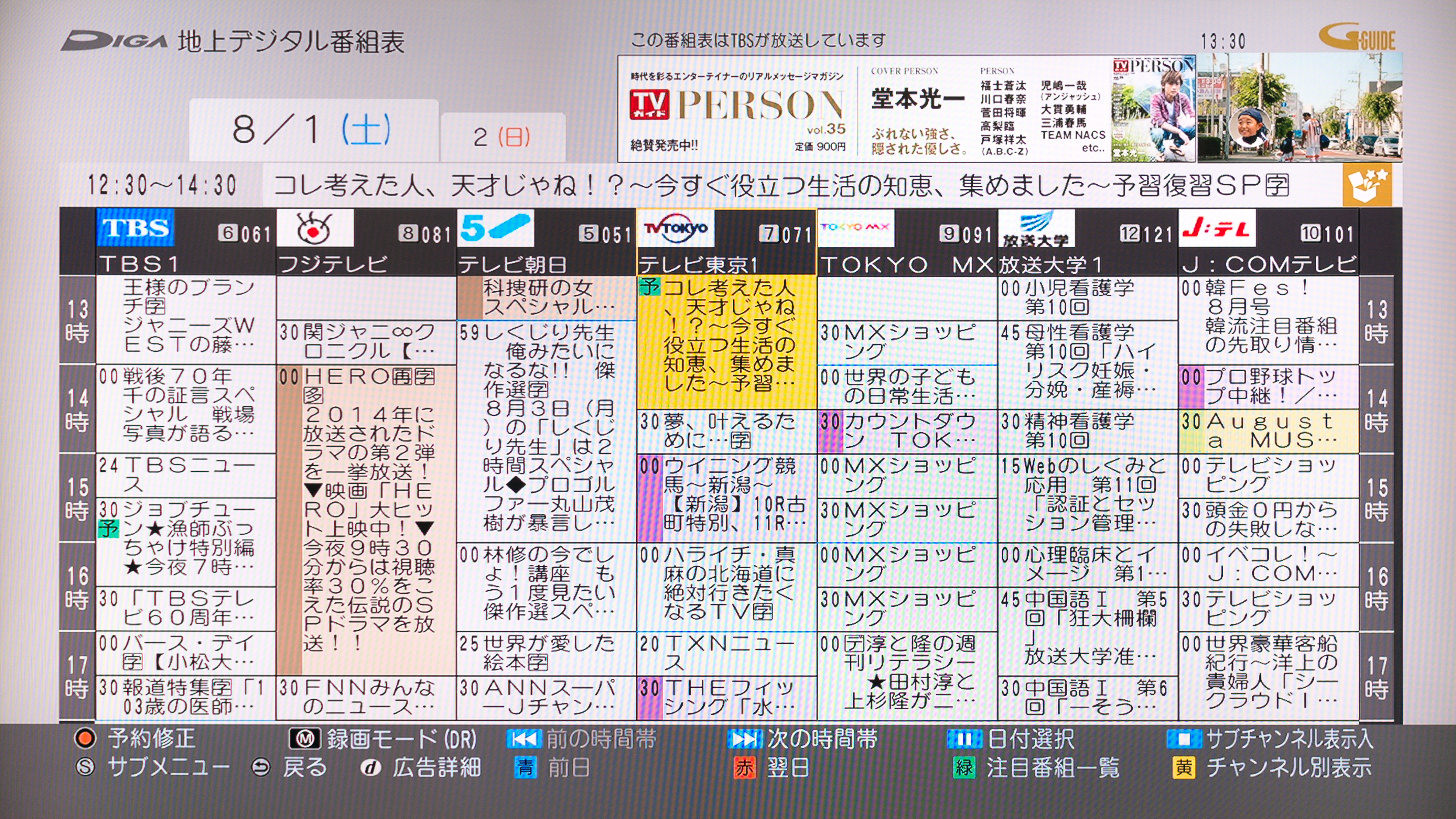
テレビ・レコーダーの番組表の例（パナソニック・DIGA）

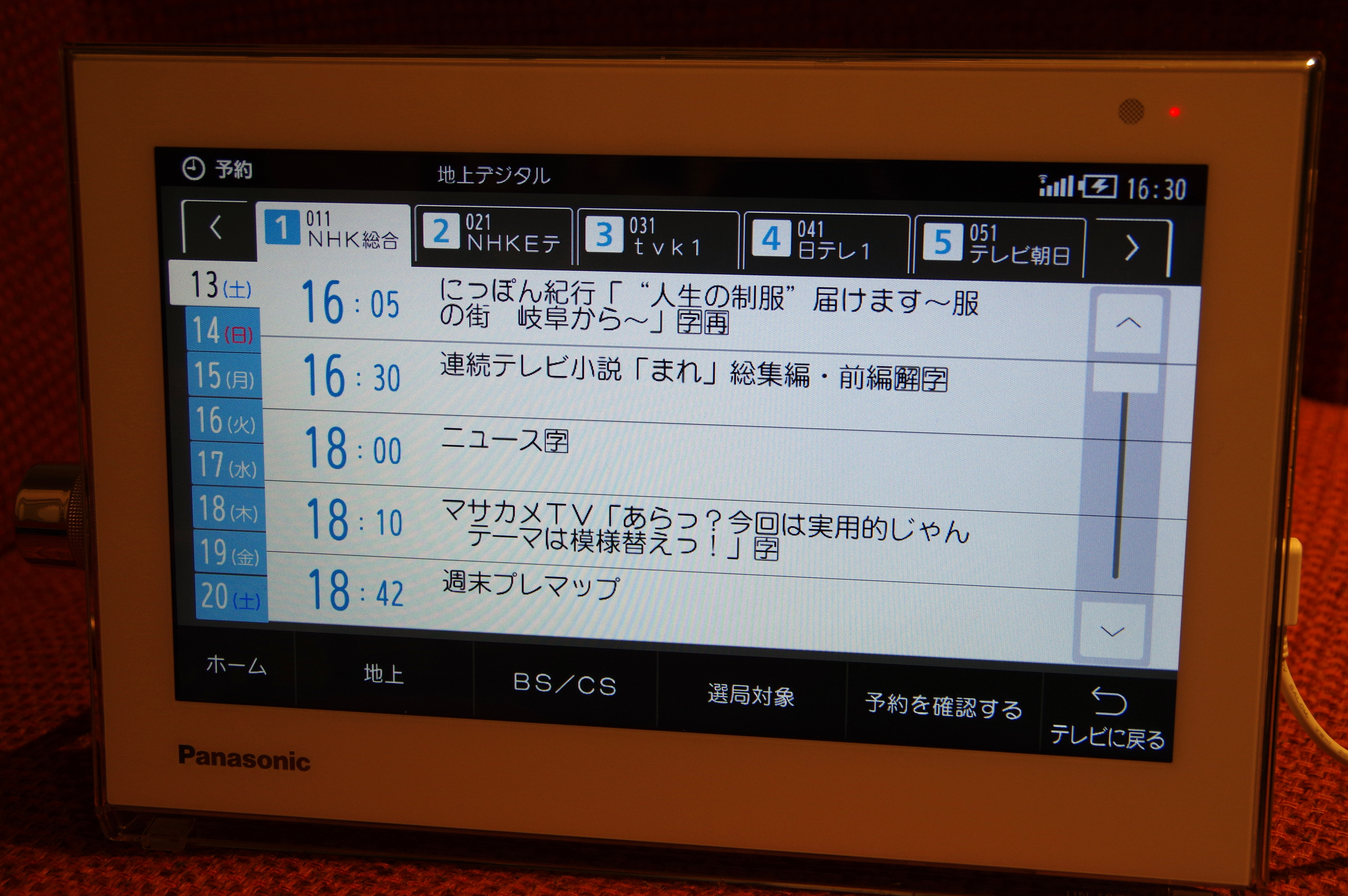
1局ごとの番組表の例（パナソニック・プライベート・ビエラ）

当初は、1998年9月に登場したパナソニックの「T（タウ）」など、デジタル放送に対応したハイビジョンテレビ・ワイドテレビのみに搭載されていた機能であったが、その後、一般のテレビに標準で搭載されるようになった。その背景には、2000年12月にBSデジタル放送が開始されたことや、多チャンネル時代に突入するなどで、番組情報の提供は新聞（および紙媒体）のテレビ欄では（表示できる領域や文字数が極めて限られるため）限界に達していたこと、また、DVDレコーダーの普及で番組録画の需要も一気に高まったこともその要因と言える。
電子番組ガイドを地上デジタル放送では各放送局事ごと、BS放送局では一旦各局の番組情報を集めた後全局に再配布し放送波に乗せている。この仕組みのため、地デジでは視聴していないチャンネルの番組表を見ることができない受信機が存在する。日本でEPGが最初に採用されたのは、1996年10月に開始された通信衛星・PerfecTV!（現：スカパー!）のサービスからで、放送局ごとに常に番組データを送信できるため、一般的にGガイドやADAMS-EPGといった代行サービスよりも正確かつ詳細で、リアルタイムでの送信が可能なため、スポーツ中継の延長時などには即座に対応できる。
アナログ放送では、各放送局が番組データを送信する機能を持っていないため、ホスト局と呼ばれる特定の放送局、またはインターネット経由でのGガイドやADAMS-EPGの方式によって1日数回、各放送局に代行する形で番組データが送信される。パソコンへはインターネット経由で提供されることが多い。しかし、番組情報などが不当に簡略化されるなど、提供される情報が必ずしも正確とは限らない。デジタルテレビやBD・DVDレコーダーの多くは、番組の予約録画を簡略化するために電子番組ガイドの機能を搭載しており、BDレコーダーの普及とともに、電子番組ガイドが一般化した。
一時は10件近くのウェブサイトがGガイドとiEPGで番組データ番組情報を提供していたが、2011年7月24日のアナログ停波に前後して、次々とサービスを終了した。
2024年4月現在行われているサービスは
- 番組表 Gガイド
- テレビ王国

などがある。

### 機能
各方式によって多少異なるが、EPGは大概これらの機能を備えている。
- 選局時における番組タイトルの表示
- 各局の電子番組表の閲覧表示
- 各番組詳細内容の表示
- ジャンル、タイトル、出演者での番組検索

### 問題点
電子番組表（EPG）はデジタルテレビ放送では重要な役割を持つ機能であるが、以下のような問題点がある。
- 映像信号情報の表示内容が画角情報の有無の違いとの関係で、実際の信号の内容と不一致がある。
  - 画面解像度が同じHD信号に、画面アスペクト比4:3に画角情報の有り無し、画面アスペクト比16:9にも画角情報の有無が存在する。これは地上・BSデジタルテレビ放送では、画角情報による運用はしない規定になっているためだ[3]。
- 複数の番組（コンプレックス番組）が1つにまとめられて表示されることがあり、正確な時間での視聴・録画ができないことがある。逆に、1つの番組が分割されていることもある。
  - 読売テレビ（日本テレビ系列）の自社深夜枠（『MANPA』『火曜ナイトパーク』『水曜スターナイト』『金曜日はシンデレラ』『サンデースクエア』）は、枠内で放送される全ての番組が同一番組扱いとなっており、それぞれの番組開始・終了時間の表記もない（『MANPA』以外は2024年8月をもってコンプレックス表記を取りやめ別番組扱いとなっている）。『MANPA』については新聞のテレビ欄でも同一番組扱いとなっており、枠内番組の開始・終了時刻を確認する術が事実上ない状態となっている。
  - テレビ東京系列『neo sports』と『バラエティ7』と『ドラマ24』は同一番組扱いであったが、2011年10月3日から両者が分離され別番組扱いとなったため、この問題点が解消された。
  - 『24時間テレビ 「愛は地球を救う」』など、一部の長時間番組は分割され、「第1部」「①」などのように表示される。分割された時間と番組の進行は必ずしも一致しないため、放送内容が2つ以上の枠にまたがることがある。
  - フジテレビ（FNN系列）などでは、深夜に海外からのスポーツ中継がある場合で午前4時を過ぎる場合は番組途中だが、午前4時で②というふうに分割されている（午前4時で次の日という扱いになるからという理由が付け加えられている）。ただし、同じ試合の中継を行うNHK-BSでは分割されていない。
- 2時間番組、3時間番組などでミニ番組（スポットニュースなど）を内包（挿入）する場合、分割（表記）する場合としない場合とがある。
  - 分割する場合、局によっては「第1部」「第2部」、もしくは「前編」「後編」などとして表す場合もある。
- 番組説明に掲載のない番組が放送されることがある。
  - TBS系『S☆1』は番組表の放送終了時間より早く終了し、その後は放送終了時間まで『JNNニュース』が放送されているが、番組表では『S☆1』と『JNNニュース』が同一番組扱いになっている。
- 「実際の番組開始時間」と「番組表の番組開始時間」が一致しない場合もままあり、正確な時間での録画・視聴ができないことがある。
  - 日本テレビ系『ザ!鉄腕!DASH!!』は番組表では19:00開始となっているが、実際は18:59:30（18時59分30秒）に放送が始まっている。
- 番組の開始直前に放送される事前番組・番宣番組「もうすぐ○○」が表記されないことがある。
  - 読売テレビ系『情報ライブ ミヤネ屋』（13:55開始）は、一部地域では開始直前の13:52:00から『もうすぐミヤネ屋』（60秒間、一部地域は前半15秒間のみ）が放送されているが、表記はされていない[4]。
- 局やチャンネルによって番組内容などの記載基準が異なっていることがある。
- 表示できる文字数の制約や、アナログ放送では新聞・テレビ情報誌向け「ラテ欄」物を流用しているため、タイトルなどが簡略化されていることがある。
- 番組情報の更新が必ず行われるとは限らない。
  - 地上波キー局、地上波系BSデジタル局は番組延長、変更の際の更新を随時行っているが、CS放送では番組内容に「延長の場合があるので、録画の際はご注意を」と促すメッセージが書かれているのみで、実際に延長しても情報更新を随時行わない局もある。近年のレコーダーでは番組延長や変更が行われた場合に自動的に追尾する機能が搭載されているが、これらはEPGの情報を元にしているため、EPGの変更が行われなかった場合は追尾機能が働かないことになる。
- 何らかの理由でシリーズ番組の名称が変更された場合、録画・視聴に不具合が発生することがある。
  - 2013年にはテレビ朝日で『55時間テレビ』という企画が行われたが、レギュラー番組においても番組名の前後に「55時間テレビ」が付記されたため、一部の録画機器で番組名が認識されず録画が行われない不具合が発生した[5]。
  - 2016年に放送されたTVアニメ『ハイスクール・フリート』は、1話時点での名称は公式略称である「はいふり」で表示され、2話以降から正式な「ハイスクール・フリート」という名称に変更された。このため、番組名による追従録画が機能しなくなる不具合が発生した[6]。

## アメリカのEPG
アメリカではケーブルテレビが発達しているため日本に比べて圧倒的に多チャンネルであり、さらにVODやオンライン動画配信も発達している。そのため多チャンネルに対応した統合的なガイダンスツールが普及しており、5500万世帯が単一画面EPG、2700万人がオンライン・ガイダンス・ウェブサイトを利用している。